# Старое подгурское кладбище
Старое подгурское кладбище (пол. Stary Cmentarz Podgórski) — исторический некрополь, находящийся в краковском историческом районе Подгуже на улице Силезских повстанцев, 1 на холме Лясоты. Кладбище внесено в реестр охраняемых памятников Малопольского воеводства.

## История
Предполагается, что кладбище было основано около 1784 года, когда австрийский император Иосиф II издал указ, согласно которому все городские некрополи должны были вынесены за черту городов. Впервые кладбище было зафиксировано на карте 1817 года. В 1838 году на кладбище было построено здание для проведения погребальных обрядов. Первое упоминание о кладбищенской часовне относится к 1886 году. Также сохранилась фотография  одной из могильных плит с надписью на могиле Агнешки Дрелинкевичовой (около 1794 года).
Некрополь был дважды расширен в 1838 и 1895 годах. В апреле 1900 году после основания нового кладбища в Подгуже некрополь был закрыт для новых захоронений. Во время Второй мировой войны в 1942 году немецкие власти разрушили примерно около одной четверти территории кладбища для строительства железнодорожной линии. Наибольший ущерб некрополю принесло строительство в 70-е годы улицы Телевизионной (сегодня — улица Силезских повстанцев), во время которого большинство исторических надгробий было перенесено на новое подгурское кладбище или в верхнюю часть некрополя, сохранившуюся до нашего времени.
В настоящее время площадь некрополя составляет 38 акров (в 1900 года площадь составляла 1,5 гектара).
24 мая 1996 некрополь был внесён в реестр памятников Малопольского воеводства (№ А-1028).

## Известные персоны, похороненные на Старом подгурском кладбище
- Беднарский, Войцех (1841—1914) — польский педагог, общественный деятель.
- Дембовский, Эдвард (1822—1846) — польский философ, писатель, один из организаторов Краковского восстания  1846 года.
- Котсис, Александр (1836—1877) — польский художник-реалист.
- Элиаш-Радзиковский, Войцех (1814—904) — польский художник.
- Гнатовский, Дариуш (1961—2020) — польский актер театра и кино.

## Источник
- Karolina Grodziska: Cmentarze Podgórza. Kraków: Secesja, 1992.